# コルテオ 〜行列〜/HALFWAY
「コルテオ 〜行列〜/HALFWAY」（コルテオ ぎょうれつ/ハルフウェイ）は、Salyuの11枚目のシングル。2009年2月11日に発売された。

## 概要
「コルテオ 〜行列〜」と「HALFWAY」の両A面シングルとなっている。オリコンチャート初登場第10位を記録。

## 収録曲
1. コルテオ 〜行列〜（5:26）　
  - 「シルク・ドゥ・ソレイユ」第8弾公演“ダイハツ コルテオ”イメージソング
2. HALFWAY（4:30）
  - 映画『ハルフウェイ』主題歌

いずれも、作詞・作曲・編曲：小林武史。2曲目のみSalyu・ERIKOと共同で作詞。

## 収録アルバム
- 『MAIDEN VOYAGE』 (#1, #2)

## カバー
コルテオ 〜行列〜
- 坂本美雨

HALFWAY
- milet

いずれも、2024年12月18日リリースのトリビュート・アルバム『Salyu 20th Anniversary Tribute Album "grafting"』に収録。